# Canone degli spazi
Canone degli spazi è l'undicesimo album del compositore milanese Roberto Cacciapaglia, pubblicato il 23 gennaio 2009 dalla Universal Classic Music.

## Descrizione
I brani sono eseguiti dallo stesso compositore con la Royal Philharmonic Orchestra di Londra.
Wild Side è stato usato nel 2010 come colonna sonora dello spot dell'Acquario di Genova e nel 2015 come colonna sonora dell'albero della vita di Expo 2015.

## Tracce
1. Universal Dance
2. Canone degli spazi
3. Fiamme
4. Sillaba
5. Michael
6. Lux III (voce di Luisa Cottifogli)
7. Arcobaleno
8. Meraviglia
9. Atlantis' Garden
10. Wild Side
11. Triade
12. Sigillo